# 希爾斯代爾 (密歇根州)
希爾斯代爾（英語：Hillsdale）是一個位於美國密歇根州希爾斯代爾縣的城市。根據2010年美國人口普查，該地共人口8305人，而該地的面積約為15.86平方千米。同時該地也是希爾斯代爾縣的縣治。

## 地理
希爾斯代爾的座標為41°55′10″N 84°38′00″W / 41.91944°N 84.63333°W，而該地的平均海拔高度為341米（即1119英尺）。